# Romance of the Western Chamber

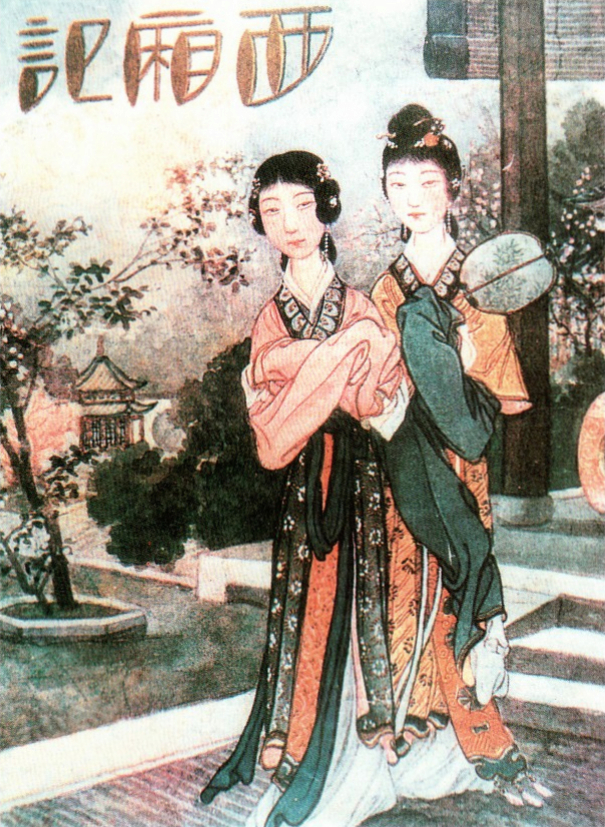
Cartell de la pel·lícula

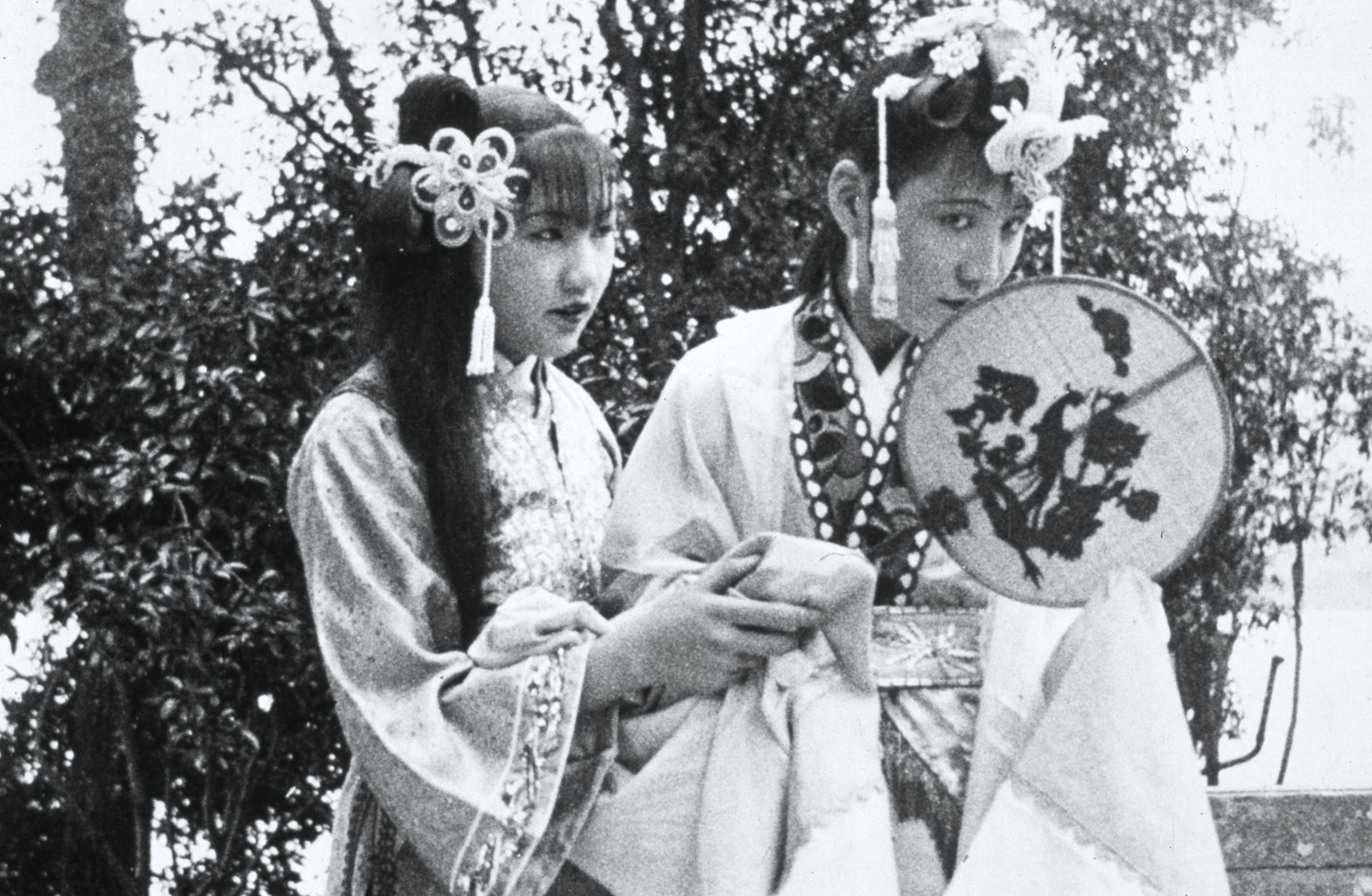
Escena del film

Romance of the Western Chamber (xinès simplificat:  西厢记). Traduïda a l'anglès  com Romance of the Western Chamber o Way Down West. Pel·lícula muda xinesa, de l'any 1927, de 60 minuts de durada, amb intertítols en anglès i una  versió de 40 minuts amb intertítols en francès. Es va estrenar a Hangzhou el 8 de setembre de 1927. Produïda per Minxin amb guió de Pu Shunqing i dirigida per Hou Yao.

## Estil i realització
Tot i que la pel·lícula és una adaptació de la famosa obra de teatre zaju (杂剧) de Wang Shifu (王实甫), és una variació d'una història que té orígens molt més llunyans: un conte que es remunta a la dinastia Tang, que ha vist moltes altres versions des de llavors.
La pel·lícula es va rodar només dos anys després de "El cuirassat Potemkin" , de Serguei Eisenstein, i va ser gairebé contemporani del film Napoléon,  d'Abel Gance. El film va ser la primera saga històrica a gran escala feta a la Xina. El tema en si era ambiciós, perquè és un dels grans clàssics de la literatura xinesa. Adaptar-lo per al cinema va ser un concepte completament nou, i els cineastes sabien quant havien d'estar a l'altura. La pel·lícula va ser concebuda a gran escala, rodada a prop de la Pagoda Liuhe (六和塔) de 1.000 anys d'antiguitat, prop de Hangzhou. Algunes de les escenes estan clarament rodades en un antic monestir, ja que presenten portes elaboradament tallades i elements arquitectònics que cap maqueta d'estudi no podria emular. La pel·lícula va utilitzar les tècniques cinematogràfiques més avançades disponibles en aquell moment, de manera que la narrativa combina realisme amb fantasia.
Hou Yao també va rodar escenes in situ a Jiangnan, va mobilitzar tropes reals per ajudar i va provar la fotografia d'efectes especials per primera vegada, creant una escena fantàstica en què Zhang Sheng vola sobre un pinzell en el seu somni i lluita contra els seus enemics.
També i malgrat que la pel·lícula esta rodada en blanc i negre, el director va introduir innovacions en l'ús del color:  per una banda el color dominant és un blanc molt clar, tendint al daurat o al groc. El segon color utilitzat és el blau: la imatge és blavosa per evocar la nit, cosa que resol en part els problemes d'il·luminació de les escenes nocturnes; l'altra manera d'evocar-ho és la imatge de la lluna! També s'utilitza un tercer color, molt breument: el vermell, per il·lustrar la sensació de calidesa, en una habitació escalfada per una estufa.

## Projecció internacional
Va ser una de les primeres pel·lícules xineses que es van descobrir a França i després a altres països europeus. Es diu que formava part d'una sèrie de tres pel·lícules xineses rodades el 1927 i venudes en aquell moment a un distribuïdor francès.El film es va projectar el 1928, en una versió abreujada d'uns quaranta minuts, a l'Studio 28 de París, que va inaugurar la seva programació amb aquesta pel·lícula. És per això que una de les versions té intertítols en francès. Després va fer una gira per Europa i va ser, en particular, la primera pel·lícula xinesa que es va projectar a Ginebra.
El 1994, el 18è Festival Internacional de Cinema de Hong Kong va recollir una còpia subtitulada en francès de la pel·lícula que es va estrenar a Europa aquell any, però encara estava incompleta. Després de la restauració, es va poder projectar durant uns 50 minuts, convertint-la en la versió més completa. Aquesta versió es va projectar de nou al 25è Festival Internacional de Cinema de Hong Kong el 2001, on va ser ben rebuda i considerada una de les primeres pel·lícules xineses més interessants.

## Trama
La història té lloc en l'època de la dinastia Tang.
Cui Yingying, filla del difunt primer ministre Zheng, viatja amb la seva donzella Hongniang a un monestir aïllat per dur a terme rituals de dol pel seu pare. Mentrestant, Zhang Gong, una jove estudiant que viatja a la capital per fer els exàmens imperials, s'allotja al monestir per estudiar en tranquil·litat. Un dia, mentre passegen pel jardí, els dos joves es coneixen, i ell immediatament s'enamora de Yingying. Ella el rebutja al principi, però amb la seva criada fent d'intermediaria, els dos aviat s'enamoren. Tanmateix, un espia del monestir informa el cap dels bandolers locals, Tiger Sun, del parador de Yingying. El bandit, que fa temps que desitja la noia, immediatament lidera la seva gran banda  per assetjar el monestir i exigir que lliurin Yingying. Zhang Gong aconsella a l'abat que negociï i digui a Tiger que si espera tres dies, ningú al monestir s'hi oposarà.
El bandoler accepta aquestes condicions, pensant que uns dies més no importaran. El jove erudit escriu una carta al general Baima, del campament militar més proper, demanant la seva intervenció. El general respon a aquesta súplica ordenant immediatament que les seves forces marxin, arribant just quan els bandits estan a punt d'entrar al monestir. Es produeix una batalla total fora de les portes, amb l'exèrcit victoriós. Els amants s'uneixen, però no abans que l'esgotat Zhang Gong tingui un malson en què els bandits tornen i segresten a Yingying i ell ha d'enfrontar-s'hi sol per rescatar-la.

## Repartiment
En el repartiment destaca la presència de dues grans actrius de l'època, Lim Cho-cho i Li Dandan (Lee Ya Ching).
| Actor/Actriu             | Paper                                 |
| ------------------------ | ------------------------------------- |
| He Minzhuang             | Zheng                                 |
| Lin Chuchu (Lim Cho Cho) | Cui Yingying, filla de Zheng          |
| Ge Cijiang               | Zhang Gong (Erudit)                   |
| Li Huamin                | Tiger Sun (Bandoler)                  |
| Hu Chichang              | General Baima                         |
| Li Dandan                | Hongniang (La criada de Cui Yingying) |